# Blemish
Blemish è il settimo album in studio del cantautore britannico David Sylvian, pubblicato nel 2003 dalla Samadhisound.

## Descrizione
Registrato tra febbraio e marzo del 2003, l'album rappresenta una svolta nella carriera dell'artista poiché caratterizzato dalla netta predominanza della voce che canta ed interpreta molto liberamente su una base musicale minimale e, spesso, non attinente alla classica armonia. Questo modo di comporre, ostico all'ascolto, raggiungerà il suo apice ermetico nel successivo album di inediti Manafon.
Un contributo fondamentale è stato dato dal chitarrista free Derek Bailey.
Dell'album uscirà una versione remix intitolata The Good Son Vs. The Only Daughter - The Blemish Remixes (2005).

## Tracce
Testi e musiche di David Sylvian, eccetto dove indicato.
1. Blemish – 13:42
2. The Good Son – 5:25 (David Sylvian, Derek Bailey)
3. The Only Daughter – 5:28
4. The Heart Knows Better – 7:51
5. She Is Not – 0:45 (David Sylvian, Derek Bailey)
6. Late Night Shopping – 2:54
7. How Little We Need to Be Happy – 3:22 (David Sylvian, Derek Bailey)
8. A Fire in the Forest – 4:14 (David Sylvian, Christian Fennesz)